# AVIF
AV1 Image File Format (AVIF) це відкритий, royalty-free графічний формат специфікація для зберігання зображень або послідовностей зображень, стиснутих за допомогою AV1 в контейнері формату HEIF. Формат конкурує із HEIC, що використовує той же формат побудови контейнера ISOBMFF, але з HEVC для стиснення. Версія 1.0.0 специфікації AVIF була завершена в лютому 2019. Версія 1.1.0 опублікована 15 квітня 2022 року.
AVIF підтримує такі функції, як:
- Безліч колірних просторів, а саме:
  - HDR з функціями квантування зображення або HLG, основні кольори BT.2020 та колірний простір BT.2100;
  - SDR з використанням стандарту sRGB/BT.709 або WCG;
  - Колірний простір використовує CICP (ITU-T H.273 та ISO/IEC 23091-2) або ICC-профілі[2];
  - Стиснення без втрат та стиснення з утратами;
- 8, 10, 12-бітна глибина кольору[2];
- Підтримка альфа-каналу;
- 4:2:0, 4:2:2, 4:4:4 колірна субдискретизація;
- Алгоритм моделювання та синтезу зернистості[3].